# Darkside (groupe)
Pour les articles homonymes, voir Darkside.
Darkside (souvent stylisé en majuscules DARKSIDE) est un groupe américain de musique électronique, originaire de Brooklyn, dans l'État de New York. Il est formé en 2011 par le producteur musical Nicolas Jaar et le guitariste multi-instrumentiste Dave Harrington.

## Histoire

### Formation
Jaar et Harrington se rencontrent en 2011 alors qu'ils étaient étudiants à la Brown University. Harrington est recommandé à Jaar par un de ses collaborateurs récurrents, Will Epstein, alors qu'il cherchait un troisième musicien pour son groupe live. Il a demandé à son ami : « Quel est le meilleur musicien que tu connaisses à New York ? ». Peu après les trois musiciens ont effectué la tournée de l'album de Jaar Space Is Only Noise. La collaboration entre les deux musiciens se révèle pendant cette tournée lors d'un arrêt à Berlin. Jaar et Harrington écrivaient ensemble dans leur chambre d’hôtel lorsque leurs enceintes portables d'origine américaine, d'un voltage différent de celui des fiches électriques allemandes, grésillent et fument, emplissant leur chambre de fumée. Voyant dans cet événement un signe à continuer en ce sens, ils continuent à jouer faisant sauter les plombs de l'hôtel. « Le morceau était presque terminé et tout à coup, les enceintes ont brûlé. La pièce s'est emplie de fumée. Avec les lumières de la nuit, l'atmosphère est devenue très étrange. On a trouvé ça vraiment cool, alors on l'a pris comme un signe : nous étions sur la bonne voie. »
De retour à New York, ils continuent à écrire ensemble, développant leur identité sonore dans leur studio de Brooklyn,,.
Leur première création sous le nom Darkside est sortie sous le nom de Darkside EP, un EP trois titres sorti le 17 novembre 2011 via Clown and Sunset. Bien accueilli par la critique, l'E.P. a reçu un accueil positif de plusieurs magazines dont The Fader et Resident Advisor. Il est même gratifié d'un 8.0 par le Pitchfork. Jaar a décrit le projet comme orienté blues avec plus de guitares que son précédent travail. Comme il le raconte dans une interview avec le magazine i-D, Darkside est « la chose la plus proche du rock & roll que j'aie jamais faite ». Stereogum a décrit le son du duo comme « dubbed-out jazzbo junkyard fuzz ».
Leur succès commence lors de leur concert en décembre 2011 au Music Hall of Williamsburg où ils étirent leur EP trois titres en un long set d'une heure devant une salle comble. Ils ont aussi joué au festival SXSW en 2012. Pitchfork crédite le projet en permettant à Jaar de pousser plus loin ce « projet progressif au son plus narcotique » en maintenant son esthétique unique en partie influencée par Harrington,. « Il ajoutait des sons et de l’intensité à mes morceaux. Ça partait dans une direction rock que je n’avais jamais imaginée pour ma musique. Dave et moi avons rapidement construit un vocabulaire singulier sur scène » The Fader a aussi noté que la contribution d'Harrington ajoutait plus de corps à la signature plus aérienne de Jaar. Darkside sort son premier clip en mai 2012 pour A1, réalisé par Ryan Staake de Pomp&Clout et Clown & Sunset Aesthetics.

### Random Access Memories Memories

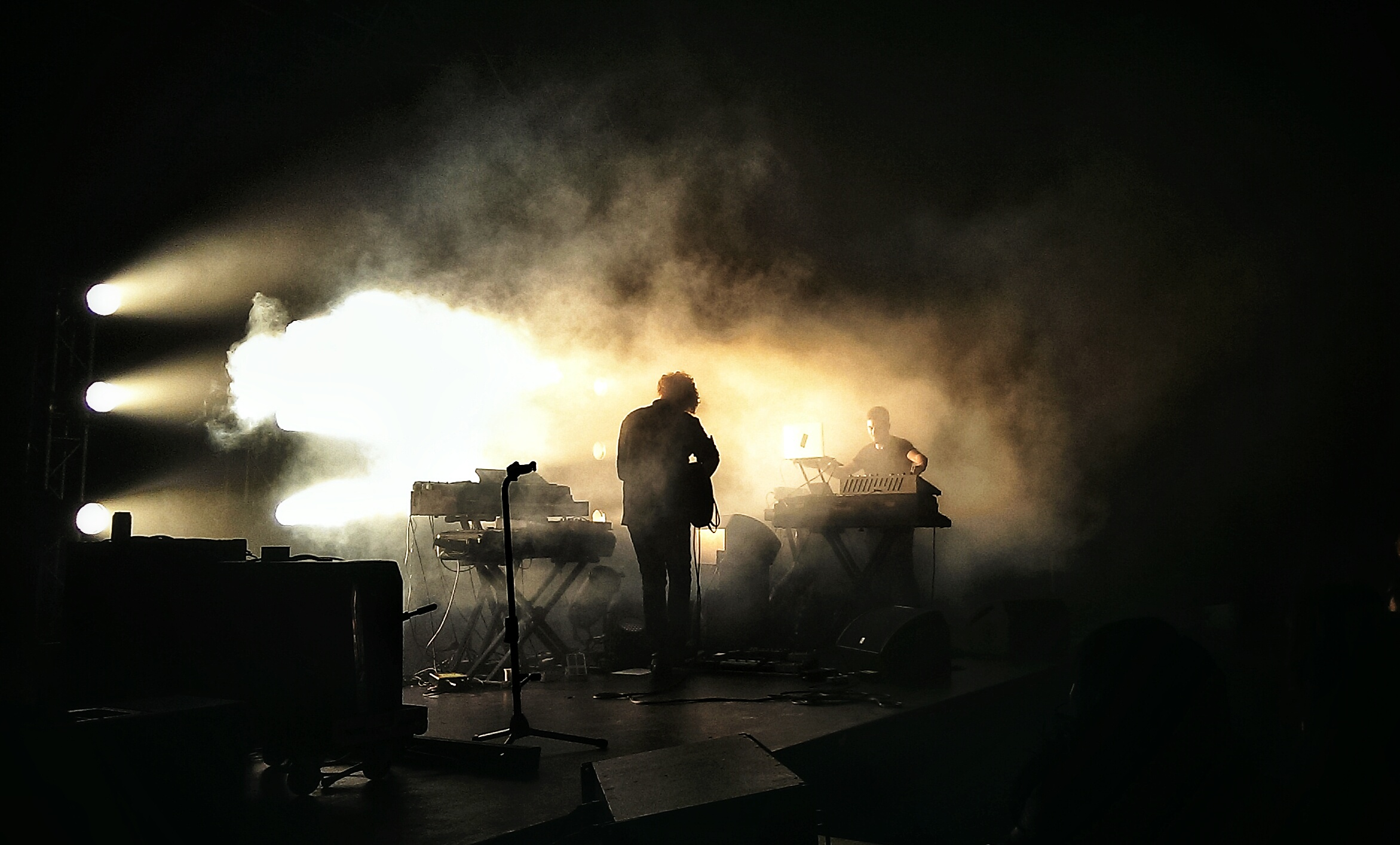
Darkside en concert à Singapour en avril 2014.

Le duo sort sa seconde collaboration Random Access Memories Memories le 21 juin 2013,. Le projet, publié sur Soundcloud par un compte pseudonyme baptisé DaftSide, est un remix entier de l'album Random Access Memories du groupe français de musique électronique Daft Punk sorti en 2013. Le remix de l'album reçoit des critiques positives et est décrit comme « une sombre cabriole, presque industrielle, à travers une discothèque abandonnée et disjointe » par Death and Taxes. Pitchfork a déclaré que le remix était « un bien meilleur travail que les remix standard de l'album » et a vanté l’habileté du duo à balancer adroitement entre originalité et enthousiasme : « Parfois ils sont à la recherche des nuances de l'original, des petits liens qu'ils peuvent s'approprier et prendre autre part. Ailleurs, ils sont tout simplement amusants, agissant instinctivement, jamais intimidés par le matériau ». Sasha Frere-Jones ajoute le projet comme l'un des « Meilleurs Albums de 2013 » dans sa liste annuelle dans le New Yorker.
Outre-Atlantique, David Commeillas, journaliste des Inrockuptibles écrira à propos de cet album de remix : « Ils ont souillé l'âme de Daft Punk. Pilonné les carcasses des deux robots, cisaillés les nerfs de la guitare de Nile Rodgers, dépecé les synthés de Giorgio Moroder. L'album de remixes DaftSide ne contracte pas seulement les noms de Daft Punk et de Darkside, il écrase la musique des premiers au fond de la centrifugeuse détraquée des seconds ».

### Psychic
Le premier album de Darkside sort le 4 octobre 2013. L'album est enregistré sur une période de deux ans entre la maison de Jaar à New York et la grange de la famille Harrington dans l'État de New York et un endroit dans Paris, niché entre deux tours. Les membres du groupe annoncent l’achèvement de l'album le 20 août 2013 en invitant leurs fans via Facebook et Twitter à écouter l'album avec eux lors d'un petit événement dans le quartier du Lower East Side à New York. Le groupe a dû y faire deux sessions d'écoute pour que toutes les personnes venues puissent y assister.
Golden Arrow, le premier morceau de l'album avait été rendu disponible en téléchargement gratuit le 23 août 2013 via le site du groupe et le site du label de Jaar, Other People. Le groupe l'avait originellement nommée The first 11 minutes of the DARKSIDE album dans ses messages. Cependant, son titre est révélé dans une revue ultérieure du Pitchfork, où elle est d'ailleurs nommée Best New Track (Nouveau Meilleur Morceau). Spin donne aussi au morceau une critique positive, décrivant la chanson comme « 11 minutes d'excellence instrumentale »[réf. incomplète]. Les Inrockuptibles décrira cet album comme une « narration sonore », une « odyssée psyché » qui « captive et hypnotise »[réf. nécessaire].

### Séparation

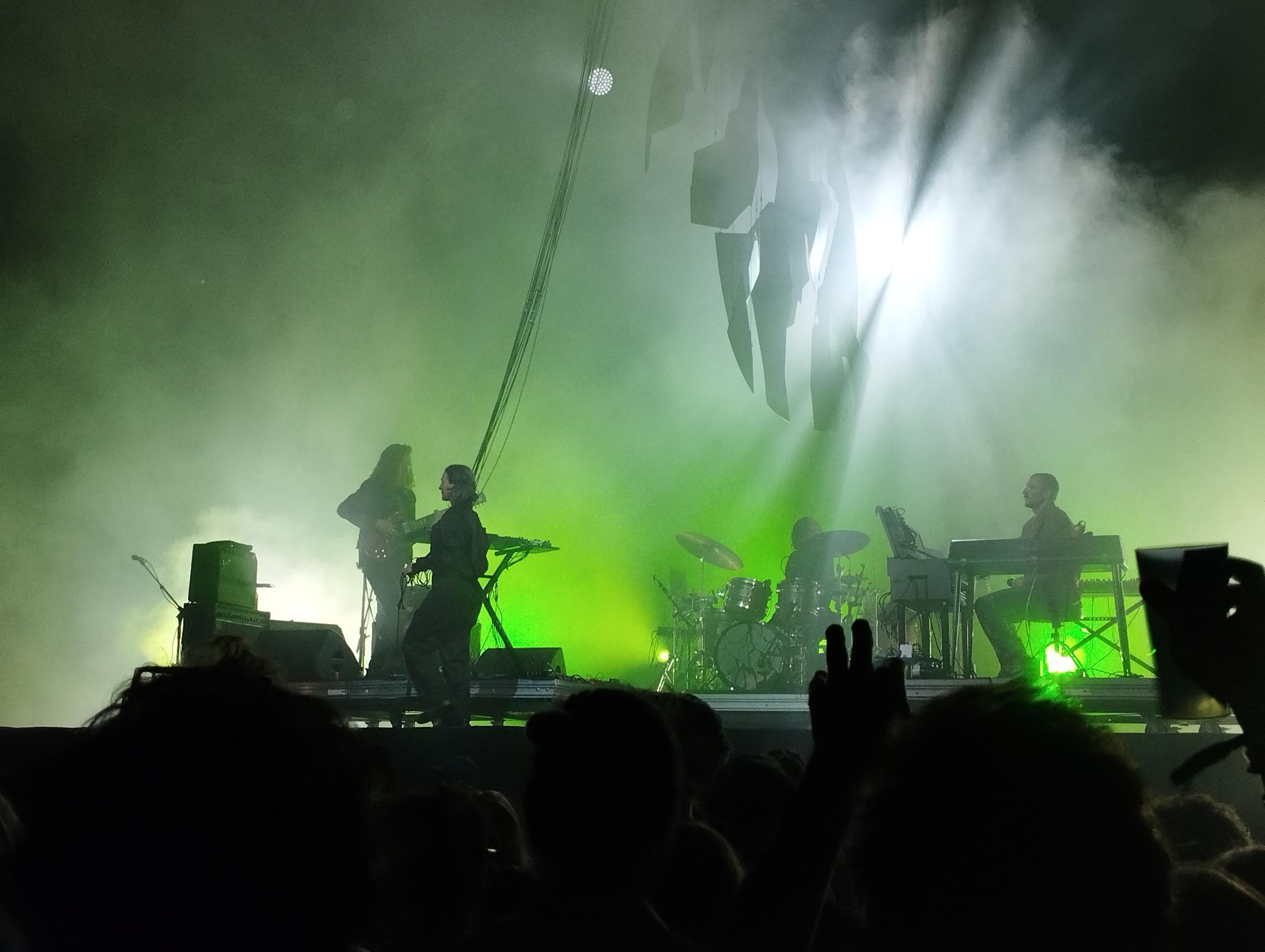
Darkside en concert au festival We Love Green en juin 2023.

Le 17 août 2014, le groupe annonce être « arrivé à la fin, pour l'instant » avant d'annoncer un dernier concert le 12 septembre au Brooklyn Masonic Temple. Nicolas Jaar va se consacrer désormais à plein temps à son label Other People et ses projets personnels tandis que Dave Harrington se consacre à un projet solo baptisé Before This There Was One Heart But a Thousand Thoughts et dont il sort un EP le 12 mai 2014.

### Retour etSpiral
En 2020, le label Matador annonce que le groupe est de nouveau réunis depuis 2018 pour écrire de nouvelles musiques. Nicolas Jaar et Dave Harrington achèvent leurs second album Spiral fin 2019 après un an de travail. Il sort le 23 juillet 2021. Une tournée suit cette nouvelle publication.

## Discographie

### Albums studio
| Titre   | Détails                                                                                      | Classement des ventes | Classement des ventes | Classement des ventes | Classement des ventes |
| Titre   | Détails                                                                                      | US                    | US Dance              | US Heat               | UK Indie              |
| ------- | -------------------------------------------------------------------------------------------- | --------------------- | --------------------- | --------------------- | --------------------- |
| Psychic | - Sortie : 4 octobre 2013 - Label : Other People, Matador - Formats : CD, LP, téléchargement | 163                   | 6                     | 5                     | 21                    |
| Spiral  | - Sortie : 23 juillet 2021 - Label : Matador - Formats : CD, LP, Téléchargement              |                       |                       |                       |                       |
| Nothing | - Sortie : 28 février 2025 - Label : Matador - Formats : CD, LP, Téléchargement              |                       |                       |                       |                       |

### EP
| Titre       | Détails                                                                        |
| ----------- | ------------------------------------------------------------------------------ |
| DARKSIDE EP | - Sortie : 17 novembre 2011 - Label : Clown & Sunset - Format : téléchargement |

### Remixes
- 2013 : Daft Punk - Random Access Memories Memories (album remixé en tant que Daftside)
- 2014 : St. Vincent - Digital Witness